# Achroomyces arrhytidiae
Achroomyces arrhytidiae är en svampart som först beskrevs av Lindsay Shepherd Olive, och fick sitt nu gällande namn av Wojewoda 1977. Achroomyces arrhytidiae ingår i släktet Achroomyces och familjen Platygloeaceae.   Inga underarter finns listade i Catalogue of Life.